# آلان غولد
آلان غولد (بالإنجليزية: Alan Gold)‏ (1945، ليستر في المملكة المتحدة)؛ روائي أسترالي.